# Rhamphosipyloidea palumensis
Rhamphosipyloidea palumensis är en insektsart som beskrevs av Jack W. Hasenpusch och Brock 2007. Rhamphosipyloidea palumensis ingår i släktet Rhamphosipyloidea och familjen Diapheromeridae. Inga underarter finns listade i Catalogue of Life.